# Rhynchina albidula
Rhynchina albidula är en fjärilsart som beskrevs av W. Warren 1913. Rhynchina albidula ingår i släktet Rhynchina och familjen nattflyn. Inga underarter finns listade.